# Tunnel 28
Tunnel 28 ist ein in deutsch-US-amerikanischer Coproduktion entstandenes Fluchtdrama von Robert Siodmak aus dem Jahre 1962. Diese Produktion gilt als die erste filmische Reaktion auf den Berliner Mauerbau vom 13. August 1961.

## Handlung
Der Film erzählt Ereignisse nach, die sich im Januar 1962 in Ostberlin zugetragen haben. Kurt Schröder arbeitet als Fahrer des DDR-Majors Eckhardt und dessen Ehefrau Heidi. Kurt, der in Sichtweite der Berliner Mauer wohnt, hat eine Affäre mit Heidi. Eines Nachts bekommt Schröder mit, wie sein Freund Günther Jürgens versucht, mit einem Lkw die Mauer zu durchbrechen, um in den Westen zu fliehen. Dabei kommt Jürgens ums Leben. Günthers Schwester Erika sucht Günther, als dieser nicht mehr heimkehrt, und erfährt schließlich, dass Kurt ihn beim missglückten Mauerdurchbruch beobachtet hatte. Erika besucht daraufhin Kurt in dessen Haus, wo jener mit seiner Mutter, seinem Onkel Albrecht, seiner Schwester Ingeborg und dem kleinen Bruder Helmut lebt. Sie teilt ihm mit, dass auch sie beabsichtige, aus der DDR zu fliehen. Sie weiß jedoch nicht, dass ihr Bruder Günther beim Fluchtversuch ums Leben kam, und Kurt erzählt es ihr auch nicht.
Kurt hat sich in der DDR eingerichtet, er hat keine größeren Probleme. So hat er nicht die geringste Absicht, „rüberzumachen“. Doch Erika glaubt in ihm einen Verbündeten zu haben und versucht auf eigene Faust in grenzenloser Naivität, einfach unter dem Stacheldraht durchzuklettern. Im letzten Moment hält Kurt sie von der zum Scheitern verurteilten Schnapsidee ab und spielt mit ihr ein Liebespaar, als sich DDR-Grenzer nähern. Mit Mühe kann der erste Verdacht gegen einen vermeintlichen DDR-Flüchtling zerstreut werden, dann aber wird im Stacheldraht ein Stück von Erikas Kleidung entdeckt. Sofort werden die Grenzwachen aktiv. Man verfolgt die Spur Erikas bis ins Haus Kurt Schröders. Der hat sie in einem Raum in einer blickgeschützten Ecke versteckt. Dieser Raum hat keinen Fußboden mehr, so dass die kontrollierenden Grenzer dort nicht weiter nach ihr suchen.
Kurt Schröder beginnt seine Haltung zum Arbeiter- und Bauernstaat zu überdenken und fasst schließlich eine weitgreifende Entscheidung. Er will die gesamte Familie in den Westen bringen. Auch die Nachbarin Marga Wegener, deren Mann bereits im Westen ist, möchte sich anschließen. Kurt hat den Plan, einen Tunnel unter die Mauer zu graben. Er übernimmt sämtliche Planungen bis ins Detail, hat aber selbst nicht die Absicht, Ostberlin zu verlassen. Während die Kapelle von Onkel Albrecht, einem Musiker, laut spielt, wird mit den Bohrungen im Keller begonnen. Kurt stellt draußen eine Wache auf, die aufpassen soll, falls sich etwas gegen sie zusammenbraut. Zu dem verschworenen Grüppchen gesellt sich bald ein weiterer Fluchtwilliger, Walter Brunner. Während Kurt fieberhaft mit dem Bau des Tunnels beschäftigt ist, werden seine Gefühle für die blutjunge Erika immer stärker. Schließlich fasst er sich ein Herz und gesteht ihr, dass ihr Bruder Günther tot ist. Kurt versucht sie zu trösten. Er weiß jetzt, dass er gemeinsam mit Erika in den Westen fliehen wird, wenn der Tunnel fertig ist.
Am 27. Januar 1962 sind die Grabungsarbeiten abgeschlossen. Kurt ist der erste, der probeweise West-Berliner Boden betritt. In der kommenden Nacht soll die Massenflucht stattfinden. Marga Wegener begeht jedoch einen entscheidenden Fehler. Im Glauben, Erikas Eltern seien eingeweiht und mit der Flucht ihrer Tochter einverstanden, spricht sie mit denen darüber. Doch Erikas Vater, ein Hochschulprofessor, ist durch und durch linientreu und verrät den Fluchtplan Major Eckhardt. Von seiner Geliebten Heidi, der Ehefrau des Majors, erfährt Kurt, dass man bereits auf der Suche nach ihm sei. Kurt drängt daher zur Eile. Zuhause muss er auch noch feststellen, dass Onkel Albrecht einige seiner Bandmitglieder hergeholt hat, die ebenfalls fliehen wollen. Die Zahl der Tunnelflüchtlinge hat sich somit auf 28 erhöht. Die Polizei hat bereits sein Haus umstellt, als die wagemutige Flucht beginnt. Kurt will als letzter durch den Tunnel kriechen, um so von hinten zu sichern. Als ein Grenzsoldat ihn erblickt, schießt er und verletzt Kurt. Mit letzter Kraft schafft es Kurt in den Westen Berlins. Er bringt den Tunnel zum Einsturz und wird von Erika ins Freie gezogen.

## Produktionsnotizen
Gedreht wurde von Mai bis Juli 1962 im Atelier Berlin-Tempelhof. Da in deutsch-amerikanischer Coproduktion entstanden, hatte der im Westen Berlins gedrehte Film auch einen US-Titel: Escape From East Berlin.
Die Uraufführung fand in Berlins Kongresshalle am 22. Oktober 1962 statt. Im darauf folgenden Monat wurde Tunnel 28 auch in den USA erstaufgeführt.
Die Filmbauten entwarfen F.-Dieter Bartels und Ted Haworth.

## Kritik
Das Lexikon des Internationalen Films fand Tunnel 28 „spannend nacherzählt in einer frei erfundenen Handlung“, warf aber auch ein: „Unterhaltungsroutine, nicht Zeitdokument.“
Der Spiegel verriss den Film: „Obgleich drei Hollywood-Autoren und der deutsch-amerikanische Regisseur Robert Siodmak, ein gebürtiger Berliner, den eingemauerten Deutschen viel Sympathie zuwenden, erweist sich das Lichtspiel als unkünstlerisch und nicht frei von Peinlichkeiten. Die vorangespulten stummen Wochenschaubilder vom 13. August 1961 wirken ungleich stärker als die nachfolgende fade Dramatisierung. Die Dialoge zwischen den Hauptdarstellern Don Murray und Christine Kaufmann könnten bundesministeriellen Ansprachen entnommen sein.“